# Алексий (Титов)
Архиепископ Алексий (в миру Амвросий Васильевич Титов; 7 (17) декабря 1672 — 17 (28) сентября 1750) — епископ Русской православной церкви, архиепископ Рязанский и Муромский.

## Биография
Родился в 1667 году. Происходил из рода Титовых. Сын московского жильца Василия Афанасьевича Титова и Анны Ивановны Казимеровой.
Упоминается впервые в 1708 году как архимандрит Московского Знаменского монастыря.
В 1713 году хиротонисан во епископа Тверского.
С 1714 года — епископ Сарский и Подонский.
С 25 января 1719 года — епископ Вятский и Великопермский. Епископ Сарский, или Крутицкий, обычно жил в Москве, и этот пост с давних времён считался одним из самых видных. Поэтому перевод в Вятку опечалил епископа Алексия, тем более, что осуществлён он был на основании клеветы. Но со временем преосвященный Алексий смирился со своим новым назначением. Он первый обратил внимание на обращение удмуртов в христианство, на что получил инструкцию Святейшего Синода, но из-за нехватки священнослужителей, знавших удмуртский язык, первоначальный успех миссии был незначителен: крещено было 57 человек.
В 1724 году епископ Алексий был вызван на чреду священнослужения в Санкт-Петербург.
В 1725 году участвовал в печальной церемонии погребения императора Петра I.
25 февраля (8 марта) 1727 года он присутствовал при короновании императора Петра II в Москве.
В вятский период жизни преосвященный Алексий присутствовал на III Всероссийском съезде миссионеров.
15 февраля 1731 года возведен в сан архиепископа.
С 26 сентября 1733 года — архиепископ Рязанский и Муромский.
С переводом в Рязань он получил предписание Синода об увещевании старообрядцев, которых тогда именовали раскольниками, на что отвечал, что раскольники увещаний его не принимают, «затыкая уши свои, аки аспид глухий, а при том ему при старости его трудно иметь много разглагольства с ними, а потому не лучше ли смирять их постом и стегать плетьми». Синод подтвердил своё прежнее предписание — обращаться с раскольниками не иначе, как по-пастырски.
Скончался 17 сентября 1750 года и был погребён в Успенском соборе (ныне собор Рождества Христова) Рязани; в 1799 года гроб с телом был перенесён в Архангельский собор, усыпальницу Рязанских архиереев; 18 июня 1998 года останки преосвященного Алексия были обретены вместе с мощами Рязанских святителей и архиереев; 18 сентября 1998 года они были перенесены в Рязанский Троицкий монастырь, где покоятся в одной раке с мощами священномученика Мисаила, архиепископа Рязанского, и святителя Феодорита, архиепископа Рязанского.
Уже после его смерти, уральские старообрядцы, оставщиеся к тому времени без священников, «в 1766 году послали невьянского жителя Гавриила Сергеева Коскина в Москву и Петербург, для [изыскания] летописца о российских архиереях, который и получил из синодального протокола. Оный рассматривали отцы наши, и усмотрели еще тогда бывшего в Рязани епископа Алексия (Титова), рукоположенного Иовом митрополитом Новгородским. <…> И по таковом исследовании инока-схимника Максима о грузинских священниках и по летописцу, привезенному Коскиным из Петербурга, отцы и все православные христиане положили совет принимать священников, рукоположенных Алексеем (Титовым)»